# Костянтинівка
Костянтинівка (МФА: [kosʲtʲɐnˈtɪn⁽ʲ⁾iu̯kɐ] ( прослухати))  — місто в Україні, адміністративний центр Костянтинівської міської громади Краматорського району Донецькій області. До 2020 року адміністративний центр ліквідованого Костянтинівського району. Місто є сьомим за площею та чисельністю населення (78 179 осіб на початок 2022) в Донецькій області. Костянтинівка вважається столицею скляної промисловості України. Із навколишніми містами утворює Краматорсько-Костянтинівську агломерацію. Є одним з найбільших індустріальних центрів сходу України з розвиненою чорною та кольоровою металургією, скляною, хімічною та будівельною промисловістю, а також є важливим транзитним залізничним вузлом.
З 24 лютого 2022 року, в ході російського вторгнення в Україну, російські окупанти регулярно обстрілюють інфраструктуру та житлові будівлі міста.

## Загальні відомості
Відстань до Донецька — 68 км. Площа — 66,04 км². Населення — 78 тис. осіб.
Водні ресурси: річка Кривий Торець (басейн річки Сіверський Донець). Довжина — 88,36 км, площа водостоку — 1590 км² , заболоченість 0,2 %. Клебан-Бицьке водосховище площею 520 га, 9 водойм та 43 ставки. Земельний фонд Костянтинівки — 6,598 тис. га. Корисні копалини — глини та пісок.

## Географія
Місто розташоване на півночі Донецької області, на річці Кривий Торець. У місті річка Грузька впадає у Кривий Торець. В місті знаходиться залізничний вузол — станція Костянтинівка. Відстань до Донецька: автошляхами — 55 км, залізницею — 65 км. Відстань до Києва: автошляхами — 750 км, залізницею — 778 км. Після одного з фільмів Корнія Грицюка, залізничний рейс «Київ — Костянтинівка» став неформально називатися «Київ — Війна».

## Історія
Археологічні дослідження в Костянтинівському районі показали, що заселення краю почалося в епоху раннього палеоліту, 150 000—100 000 років тому.
З часів набігу кримських татар 1769 року з'являється згадка, що на території Костянтинівського району перебувало Військо Запорозьке.
Найстаріший район міста — Новоселівка, колишнє селище, що існувало задовго до заснування Костянтинівки.
На карті Катеринославського намісництва 1792 року видання нанесена поштова станція з назвою Торецька (при річці Кривий Торець), яка була розташована в районі нинішнього південного шляхопроводу.
На території сучасної Костянтинівки у 1812 році на землі, придбаній у бахмутського купця Четверикова, поміщик Пантелеймон Номікосов заснував село Сантуринівку. Ця земля була заселена двадцятьма родинами кріпаків, купленими в Корочанському уїзді Курської губернії. У середині XIX століття на успадкованій сином поміщика землі виникло село Костянтинівка, назване іменем власника. До 1859 року в Костянтинівці проживало 29 осіб, у Сантуринівці — 280, в Новоселівці (старовинне селище, приєднане до сучасної Костянтинівки) — 456.
У 1926 році Костянтинівка набула статусу селища міського типу. З 1932 року — місто обласного підпорядкування.
З 1931 по 2016 рік у місті працював трамвай.
З 28-29 жовтня 1941 до 6 вересня 1943 місто було під контролем Німеччини.
У 1967 році відкритий міський краєзнавчий музей.

### Російсько-українська війна
В ході російсько-української війни, з 28 квітня 2014 по 5 липня 2014 року озброєний терористичний підрозділ російських найманців «Славянский батальон» захопив адміністративні будівлі міста і утримував Костянтинівку під своєю окупацією.
5 липня 2014 року, в ході проведення Антитерористичної операції, сили Національної гвардії України та військові підрозділи Збройних сил України звільнили місто від російських найманців та їхніх місцевих колаборантів. 21 липня 2014 року при обстрілі терористами Костянтинівки на блокпосту загинув старший лейтенант Григорій Терехов.
В середині вересня 2014 року в місті було повалено пам'ятник Леніну.
14 жовтня 2015 року, на Покрову Пресвятої Богородиці, в Костянтинівці у храмі УПЦ КП відбулася перша святкова літургія.
У вересні 2016 року російськомовна гімназія у Костянтинівці перейшла на українську мову навчання.
Під час повномасштабного російського вторгнення, 24 січня 2023 року російські окупанти обстріляли район Костянтинівки біля одного з ринків, тоді щонайменше 4 мирних мешканців поранили, з них двоє — діти.
28 січня 2023 року ЗМ РФ обстріляли центр міста ракетами від С-300, загинули троє людей та 14 було поранено. Пошкоджені багатоквартирні будинки, готель, гаражі, автомобілі.
24 березня 2023 року Костянтинівку обстріляли росіяни, ракета влучила в будівлю з Пунктом незламності. Троє людей загинуло, двох було поранено.
2 квітня 2023 року ЗС РФ вдарили по центру міста, щонайменше шестеро людей загинули, восьмеро поранені.
13 травня 2023 року ЗС РФ атакували Костянтинівку «Смерчем», двоє людей загинуло, 11 було поранено.
14 червня 2023 року ЗС РФ обстріляли місто і вдарили ракетою Х-22, одна людина загинула, одну поранено.
17 червня 2023 року внаслідок атаки ЗС РФ було поранено 9-річну дівчинку.
6 вересня 2023 року ЗС РФ вдарили по ринку в центрі міста, пошкоджено будівлі та авто, 17 осіб загинули та 32 поранені. Цей удар став найбільшим в історії міста за кількістю жертв. ЗС РФ вдарили по місту у 80-ту річницю вигнання з Костянтинівки нацистів.
25 лютого 2024 року ЗС РФ вдарили КАБ-250 по вокзалу Костянтинівка.
10 червня 2024 року ЗС РФ вдарили по мікрорайону «Сонячний», 6 жителів поранено, пошкоджено житлові будівлі.
6 жовтня 2024 року ЗС РФ вдарили КАБом по середмістю, знищено відділення «Укрпошти».
Внаслідок постійних обстрілів інфраструктури, станом на червень 2025 року Костянтинівка перебувала на межі гуманітарної катастрофи.
12 серпня 2025 року, внаслідок ворожого авіаудару керованою авіаційною бомбою ФАБ-250 по Костянтинівці у власних оселях загинули двоє мирних жителів. Вибуховою хвилею та уламками пошкоджено 8 приватних будинків, завдавши значні руйнування.

## Населення
Станом на початок 2022 року, чисельність населення міста становить 78 179 осіб.
За даними перепису 2001 року населення міста становило 94 886 осіб, із них 20,98 % зазначили рідною мову українську, 78,06 % — російську, 0,50 % — вірменську, 0,06 % — білоруську, 0,02 % — молдовську, 0,01 % — болгарську, а також грецьку, польську, німецьку, гагаузьку, циганську, угорську та єврейську мови.
Національний склад населення за переписом 2001 року
|               | чисельність | частка, % |
| українці      | 56 226      | 59,3      |
| росіяни       | 35 762      | 37,7      |
| вірмени       | 906         | 1,0       |
| білоруси      | 485         | 0,5       |
| азербайджанці | 248         | 0,3       |
| євреї         | 186         | 0,2       |

### Мовний склад
Рідна мова населення за даними перепису 2001 року:
| Мова            | Чисельність, осіб | Відсоток |
| --------------- | ----------------- | -------- |
| Російська       | 74 065            | 78,06 %  |
| Українська      | 19 908            | 20,98 %  |
| Вірменська      | 479               | 0,5 %    |
| Білоруська      | 56                | 0,06 %   |
| Румунська       | 17                | 0,02 %   |
| Інші/Не вказали | 361               | 0,38 %   |
| Разом           | 94 886            | 100 %    |

| Динаміка чисельності населення Костянтинівки | Динаміка чисельності населення Костянтинівки |
| рік                                          | населення, тис. мешк.                        |
| -------------------------------------------- | -------------------------------------------- |
| 1859                                         | 0,029                                        |
| 1923                                         | 10,9                                         |
| 1926                                         | 25,4                                         |
| 1931                                         | 57,5                                         |
| 1937                                         | 91,4                                         |
| 1939                                         | 95,8                                         |
| 1956                                         | 90                                           |
| 1959                                         | 88,7                                         |
| 1961                                         | 93                                           |
| 1962                                         | 94                                           |
| 1968                                         | 104                                          |
| 1970                                         | 105,4                                        |
| 1977                                         | 111                                          |
| 1979                                         | 112                                          |
| 1981                                         | 114                                          |
| 1986                                         | 114                                          |
| 1987                                         | 115                                          |
| 1989                                         | 108                                          |
| 1994                                         | 105,4                                        |
| 1998                                         | 98,3                                         |
| 2001                                         | 95,1                                         |
| 2004                                         | 90,0                                         |
| 2005                                         | 88,3                                         |
| 2009                                         | 81,4                                         |
| 2011                                         | 79,1                                         |
| 2014                                         | 76,1                                         |
| 2022                                         | 78,1                                         |

## Промисловість
Костянтинівка — центр кольорової металургії, хімічної промисловості. Найвідоміші підприємства — склозавод і завод «Автоскло», вогнетривкий завод, завод високовольтного обладнання, кондитерська компанія «Конті» тощо.
- Костянтинівський металургійний завод
- Костянтинівський склоробний завод
- Костянтинівський завод високовольтної апаратури

## Безпека
Важливе значення в новітній історії міста має 90-й окремий аеромобільний батальйон імені Героя України старшого лейтенанта Івана Зубкова. Батальйон що брав участь у боях за Донецький аеропорт та стояв на обороні пунктів Піски, Зайцеве, Опитне, Водяне, Славне, дислокується в Костянтинівці і є головним щитом міста від нових терористичних загроз.

## Засоби масової інформації
У місті видається регіональна газета «Знамя индустрии» та найперша (з 1990 р.) незалежна приватна газета в Донецькій області «Провінція».

### FM-радіомовлення
| №п/п | Назва                              | Частота, МГц | Потужність | Адреса вежі                | Передавач |
| ---- | ---------------------------------- | ------------ | ---------- | -------------------------- | --------- |
| 1    | «Перець FM»                        | 90,5         | 0,1        | вул. Демещенка, 116        | ДФКРРТ    |
| 2    | «Best FM»                          | 91,8         | 2          | вул. Демещенка, 116        | ДФКРРТ    |
| 3    | «Українське радіо»                 | 98,6         | 1          | вул. Демещенка, 116        | ДФКРРТ    |
| 4    | «Армія FM»                         | 102,4        | 0,3        | вул. Демещенка, 116        | ДФКРРТ    |
| 5    | «Радіо Промінь»                    | 103,1        | 1          | вул. Захисників України, 1 | ДФКРРТ    |
| 6    | «Радіо Клас!» (мовлення припинено) | 104,4        | 0,1        | пл. Перемоги, 8            |           |

## Керівники міста
Очільники міського виконавчого комітету:
- Луньов П. (1917) — очільник виконкому в Тимчасовому громадському комітеті
- Бондаренко Р. О. (1920) — перший очільник виконкому Костянтиново-Дружківського району
- Юшкин Микола Опанасович (1940—1941)
- Вокарь Федір Макарович (1941—1942)
- Медведєв Іван Данилович (1950—1963)
- Карягін Євген Іванович (1963—1966)
- Мотін Микола Антінович (1966—1981)
- Ракитін Володимир Михайлович (1981—1985)
- Папін Віталій Тимофійович (1985—1990)
- Фурсов Володимир Миколайович (1990—1994)

Міські голови:
- Орчелота Володимир Іванович[41] (1994—1998)
- Роженко Юрій Никифорович[42] (1998—2002 та 2005—2009), з ганьбою звільнений за отримання хабаря[43].
- Ракитін Володимир Михайлович (2002—2004)
- Давидов Сергій Дмитрович (2010—2020)
- Азаров Олег Анатолійович (2020—2022)
- Рослов Олексій (з 2022)

## Особистості
Уродженці міста:
- Ануров Олександр Герасимович — народний артист УРСР.
- Акулова Ольга — українська солістка, авторка пісень, музики та текстів, перекладів світових хітів українською мовою, музично-дегустаційного проєкту «Кава та шоколад», власниця проєкту «AcoolA».
- Бондаренко Анатолій Михайлович (нар. 1966) — російський співак, композитор і продюсер українського походження.
- Гайворонський (Гайдарівський) Василь Андрійович (1906—1972) — український письменник «Розстріляного відродження», був репресований, але вижив та провів останні роки у США.
- Гінзбург Віталій Аркадійович  — український художник.
- Гризодуб Олександр Іванович (нар. 1948) — український хімік, фармаколог, доктор хімічних наук, професор, директор Державного підприємства «Український науковий фармакопейний центр якості лікарських засобів» МОЗ України, керівник створення Державної фармакопеї України.
- Дзюба Петро Петрович (1915—1965) радянський військовий льотчик, Герой Радянського Союзу.
- Ісаєв Сергій Володимирович (1975—2016) — військовослужбовець, учасник російсько-української війни, загинув під час бойового завдання, нагороджений Орденом «За мужність» ІІІ ступеня посмертно.
- Жужома Микола Іванович — Герой Радянського Союзу.
- Каденко Ігор Миколайович — український фізик.
- Костін Андрій Андрійович — український воїн, учасник російсько-української війни, загинув під час виконання бойового завдання[44].
- Кривобок Тетяна Юріївна (нар. 1972) — українська спортсменка-легкоатлетка, майстер спорту міжнародного класу, багаторазова чемпіонка України.
- Кривцун Ігор Віталійович — український науковець, лауреат Державної премії України в галузі науки і техніки, академік Національної академії наук України.
- Кужель Олександра Володимирівна — український політик.
- Клех Владислав — художник театру і кіно.
- Кубрак Іван Іванович (1913—1991)  — Герой Соціалістичної Праці
- Левченко Євген Вікторович — український футболіст.
- Матейченко Костянтин Володимирович — український політичний та військовий діяч, народний депутат України VIII скликання.
- Мордюкова Нонна Вікторівна — радянська і російська кіноактриса. Народна артистка СРСР (1974).
- Пономарьов Олександр Олександрович (1974—2016) — сержант Збройних сил України, учасник російсько-української війни.
- Присталенко Віктор Олександрович (нар. 1935) — український живописець.
- Смоленюк Петро Степанович — український науковець.
- Суярко Василь Григорович — український науковець, доктор геолого-мінералогічних наук, професор, академік Української нафтогазової академії, член Донецького відділення НТШ.
- Суярко Олександра Василівна[45] — радянська та українська вчена, геолог, колишня керівниця однієї з найбільшим геологічних партій в СРСР, що вела розвідку в районі Донецького басейну[46], авторка книги «Моя Україна — і біль, і надія»[47].
- Терещенко Алла Констянтинівна — українська мистецтвознавиця, професор, член-кореспондент Національної академії мистецтв України.

Відомі мешканці:
- Лапшин Володимир Германович (1954, Котельнич — 2015, Костянтинівка) — фотохудожник, член Національного союзу фотохудожників України
- Ренат Польовий (1927—2008) — український письменник і краєзнавець, інженер-винахідник, колишній політв'язень, член Української Гельсінкської спілки (1988).
- Пустова Феня Дмитрівна (1928—2010) — український літературознавець, дослідник та популяризатор творчості письменників розстріляного відродження.
- Анатолій Федь — український вчений, доктор філософських наук, професор Слов'янського державного педагогічного університету, член Наукового товариства імені Тараса Шевченка, відмінник освіти України.

Почесні громадяни Костянтинівки:
- Безнощенко Михайло Захарович — радянський офіцер, генерал-майор, учасник бойових дій Другої світової війни, командир танкової бригади що відвойовувала Костянтинівку.
- Бєліков Сергій Трифонович — радянський діяч, старший апаратник Костянтинівського хімічного заводу.
- Маркілюк Леонід Петрович — колишній депутат Констянтинівської міської ради, Герой Соціалістичної Праці.
- Мірецька Марія Іванівна — авіаінструкторка, учасниця бойових дій Другої світової війни, секретарка міськради, директор Костянтинівського заводу скляних та майолікових виробів[48].
- Олекса Тихий (1927—1984) — український дисидент, правозахисник, педагог, мовознавець, член-засновник Української гельсінської групи.

Полеглі в боях за місто, в ході російського вторгнення в Україну:
20 березня 2022 року
- Вініченко Кирило Андрійович (2000—2022) — солдат Збройних сил України, участник російсько-української війни.
- Ткаченко Ростислав Русланович (2000—2022) — солдат Збройних сил України, учасник російсько-української війни.

22 березня 2022 року
- Бурлаков Максим Ігорович (1997—2022) — молодший сержант Збройних сил України, учасник російсько-української війни.
- Дишкант Віталій Іванович (1989—2022) — старший солдат Збройних сил України, учасник російсько-української війни.
- Єгунов Євген Ігорович (2002—2022) — лейтенант Збройних сил України, учасник російсько-української війни.
- Закупець Анатолій Сергійович (1985—2022) — молодший сержант Збройних Сил України, учасник російсько-української війни.
- Пантус Денис Володимирович (1990—2022) — солдат Збройних Сил України, учасник російсько-української війни.
- Трихно Дмитро Юрійович (1993—2022) — сержант Збройних Сил України, учасник російсько-української війни.
- Чепель Максим Юрійович (1997—2022) — солдат Збройних Сил України, учасник російсько-української війни.
- Ріхтер Олена Вікторівна (1974—2022) — старший солдат Збройних сил України, учасниця російсько-української війни.

## Пам'ятки
У місті Костянтинівка на обліку перебуває 35 пам'яток історії та монументального мистецтва.